# Cratere Scaliger
Scaliger è un cratere lunare di 86,4 km situato nella parte sud-occidentale della faccia nascosta della Luna.